# Sarcophaga gigas
Sarcophaga gigas är en tvåvingeart som beskrevs av Povolny 1986. Sarcophaga gigas ingår i släktet Sarcophaga och familjen köttflugor. Inga underarter finns listade i Catalogue of Life.